# Dendronephthya mortenseni
Dendronephthya mortenseni is een zachte koraalsoort uit de familie Nephtheidae. De koraalsoort komt uit het geslacht Dendronephthya. Dendronephthya mortenseni werd in 1959 voor het eerst wetenschappelijk beschreven door Tixier-Durivault & Prevor. 